# Shtisel
Shtisel (hebreiska: שטיסל) är en israelisk TV-serie som hade premiär 2013. Serien har blivit mycket populär i Israel och har även blivit lanserad internationellt. Serien distribuerades av Netflix 2018–2023 och hade tidigare visats för en svensk publik på Axess Television. Serien visades åter på Axess under 2023–2024.

## Handling
Serien skildrar vardagslivet för familjen Shtisel, en ortodox judisk familj i Jerusalem.

## Rollista (i urval)
- Dov Glickman – Shulem Shtisel
- Michael Aloni – Akiva Shtisel
- Neta Riskin – Giti Weiss
- Shira Haas – Ruchami Weiss (senare Ruchami Tonik)
- Zohar Strauss – Lippe Weiss
- Ayelet Zurer – Elisheva Rotstein
- Sasson Gabai - Nukhem Shtisel
- Hadas Yaron - Libbi Shtisel